# Attilio Monaco
Attilio Monaco (Oria, 12 luglio 1858 – Roma, 18 gennaio 1932) è stato un diplomatico, orientalista e storico italiano Laureatosi in giurisprudenza presso l'Università di Napoli il 10 agosto 1881, nel 1882 è nominato applicato volontario nella carriera consolare in seguito ad esame di concorso. Nel corso della sua carriera ha rivestito numerosi ruoli consolari, tra i quali quello di console generale a Shanghai. È stato console italiano a Erzurum durante i massacri hamidiani, nonché autore di diversi libri. Il 17 giugno 1894 sposa Gemma Cattalinich, con cui ebbe un figlio, Adriano Camillo, nato il 13 aprile 1895 e anch'egli divenuto diplomatico.

## Biografia
Attilio Monaco fu una figura poliedrica: diplomatico di carriera con incarichi consolari svolti in cinque continenti diversi, era inoltre un bibliofilo e collezionista di incunaboli e di edizioni cinquecentine, nonché orientalista e storico, combinando analisi politiche, economiche e sociali sui diversi luoghi visitati.
Il suo primo incarico consolare fu a Tunisi, cui viene destinato il 7 aprile 1882. A ciò seguirono altri incarichi negli Stati Uniti, in Nord Africa ed in Europa. Il 27 dicembre 1894 fu nominato console italiano a Erzurum, in Anatolia orientale, all'epoca del cosiddetto "biennio rosso" dei massacri hamidiani subiti dagli armeni. Fu infatti inviato presso l'Impero ottomano per un anno e mezzo, per svolgere un'inchiesta parallela a quella della commissione turco-europea concordata dal sultano Abdul Hamid II e dalle altre potenze sulle cause delle stragi di armeni.
I suoi rapporti, che riportavano testimonianze degli armeni, di soldati turchi, e dei curdi, chiarirono l'inutilità del lavoro della commissione turco-europea, non ispirata in realtà ad accertare la verità sulle stragi, ma piuttosto, essendo condizionata dalle tattiche diplomatiche, a favorire l'oblio delle potenze riguardo alla questione armena; le sue relazioni non incontrarono il favore del Ministro degli Esteri Alberto Blanc, che nel febbraio 1896 invitò Monaco ad apportarvi le dovute correzioni, prima di poterle presentare al parlamento italiano.
Il 20 giugno 1912 è collocato a riposo dopo incarichi consolari a San Paolo, Seoul e Shanghai. Il 20 settembre 1912 gli è conferito il titolo onorario di inviato straordinario e ministro plenipotenziario.

## Opere
- Note sulla storia e la civiltà del popolo accadico, Napoli, 1881.
- Gli accadi. Note di assiriologia, Roma, Tip. Forzani e C., 1886.
- La produzione del cotone negli Stati Uniti d'America durante l'anno finito il 31 agosto 1886. Rapporto dell'avv. Attilio Monaco, Roma, Sciolla, 1887.
- Orientalia, Roma, Tip. Forzani e C., 1891.
- Tlemsen: maggio 1891, Roma, Tip. Forzani e C., 1892.
- Acquerelli umbri, Firenze, Tip. di Salvadore Landi, 1892.
- Perugia-Assisi: agosto 1892, Firenze, Tip. di Salvadore Landi, dopo il 1892.
- Erzerum, Firenze, Tip. di Salvadore Landi, 1897.
- Le risorse commerciali della Manciuria, Roma, Tip. dell'Unione cooperativa editrice, 1906.
- Luigi Leanza 1788-1854: documenti e ricordi, Roma, 1920?.
- Un attendibile: Camillo Monaco, Roma, tip. Arti Grafiche Ugo Pinnaro, 1927?.
- I galeotti politici napoletani dopo il Quarantotto, Roma, Libreria internazionale Treves-Treccani-Tumminelli, 1932.
- Raccolta tibetana : note iconografiche, Roma, Tip. Arti Grafiche U. Pinnarò, 19...